# Алдис, Ник
Николас А́лдис (англ. Nicholas Aldis, род. 6 ноября 1986, Норфолк) — английский рестлер. В настоящее время работает в WWE, где является продюсером и экранным генеральным менеджером бренда SmackDown.
Известен по выступлениям в National Wrestling Alliance (NWA) и Impact Wrestling, где он также выступал под именем Ма́гнус (англ. Magnus).
Алдис дебютировал на британской независимой сцене в 2004 году, а в 2008 году подписал контракт со своей первой крупной компанией — Total Nonstop Action (ныне — Impact Wrestling). За семь лет работы в этой компании он один раз выиграл титул чемпиона мира TNA в тяжёлом весе, став первым в истории TNA чемпионом мира британского происхождения, а также трижды становился командным чемпионом мира TNA, причем один из этих титулов он выиграл вместе с Дагом Уильямсом в составе команды «Британское вторжение». В 2011 году Алдис также принимал участие в индийском промоушене Ring Ka King, поддерживаемом TNA, в итоге выиграв титул чемпиона мира RKK в тяжёлом весе, после чего промоушен закрылся в 2012 году.
Сразу после ухода из TNA в 2015 году Алдис подписал контракт с новым промоушеном Джеффа Джарретта Global Force Wrestling (GFW). Алдис выиграл турнир и стал первым в истории глобальным чемпионом GFW. Алдис стал самым продолжительным чемпионом в истории этого титула. В 2017 году Алдис ненадолго вернулся в Impact Wrestling, из-за их партнерства с GFW. Алдис проиграл титул чемпиона GFW Альберто Эль Патрону, после чего покинул компанию в конце того же года.
В конце 2017 года Ник Алдис подписал контракт с National Wrestling Alliance (NWA) под руководством Билли Коргана и вскоре завоевал титул чемпиона мира NWA в тяжёлом весе, который он выиграл дважды, став вторым рестлером британского происхождения, владевшим этим титулом (после Гэри Стила). Алдис стал краеугольным камнем NWA, ему часто приписывают возвращение NWA к актуальности, и с тех пор он был хедлайнером многочисленных PPV-шоу компании. В общей сложности Ник Алдис является четырёхкратным чемпионом мира по рестлингу.
Он также участвовал в возрожденном в Великобритании шоу «Гладиаторы», где был известен под именем Обливион. Он также был одним из ведущих программы «Самый сильный человек Британии» на телеканале Challenge TV в Великобритании.

## Карьера в рестлинге

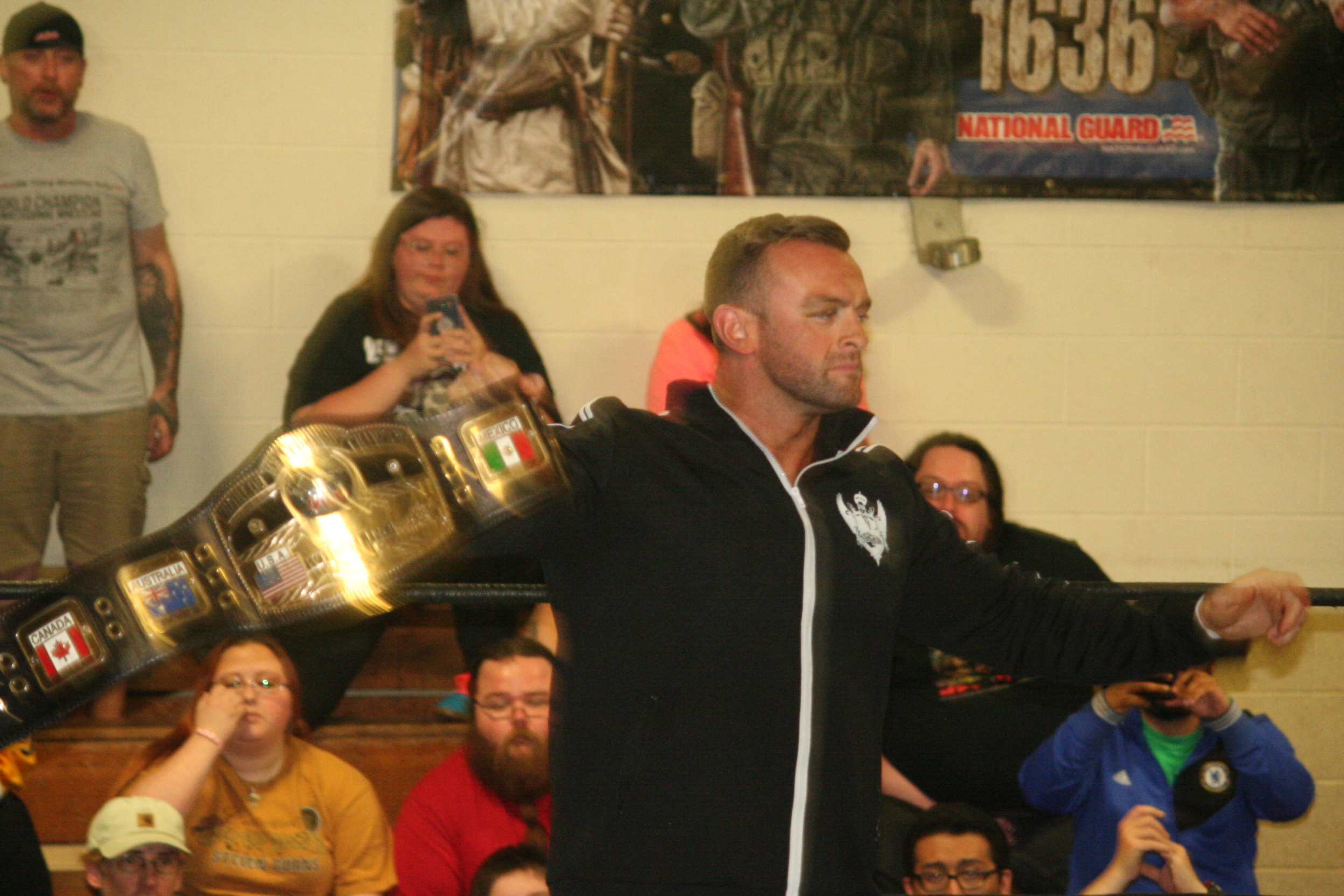
Алдис в качестве чемпиона мира NWA в тяжёлом весе, апрель 2018

### National Wrestling Alliance (2017—2022)
23 сентября 2017 года Алдис дебютировал в Championship Wrestling from Hollywood, победив Уилла Руда. Сразу после этого матча Алдис бросил вызов Тиму Шторму на бой за титул чемпиона мира NWA в тяжелом весе. Матч состоялся 12 ноября, и Шторм сохранил титул; это был первый матч за титул при новом режиме NWA, возглавляемом Билли Корганом. 9 декабря Алдис победил Шторма в матче-реванше на шоу Cage of Death 19 и стал новым чемпионом мира NWA в тяжёлом весе, став вторым чемпионом британского происхождения после Гэри Стила. В тот же вечер бывшая звезда NWA Остин Айдол неожиданно вернулся в рестлинг в качестве представителя Алдиса.

### Второе возвращение в Impact Wrestling (2023)
После ухода из NWA Алдис вернулся в Impact Wrestling на шоу Rebellion. После победы на турнире Against All Odds в матче 8-4-1 он стал первым претендентом на титул чемпиона мира Impact, а на Slammiversary встретился с чемпионом Алексом Шелли, но потерпел поражение. 16 июля стало известно, что Алдис официально прекратил сотрудничество с Impact Wrestling. Свой последний матч с компанией он провел 27 августа на записи Impact, проиграв Эрику Янгу.

### WWE (с 2023)
В августе 2023 года Алдис начал работать в WWE качестве продюсера. Два месяца спустя, в эпизоде SmackDown от 13 октября, глава креативного отдела WWE Трипл Эйч объявил, что Алдис станет новым генеральным менеджером бренда SmackDown.

## Личная жизнь
В 2015 году Алдис женился на женщине-рестлере Микки Джеймс. 25 сентября 2014 года у пары родился сын Донован Патрик Алдис.

## Титулы и достижения
- Global Force Wrestling
  - Глобальный чемпион GFW (1 раз)[12][13]
  - GFW Global Championship Tournament (2015)[14]
- Pro Wrestling Illustrated
  - Самый прибавивший рестлер года (2013)[15]
  - № 8 в топ 500 рестлеров в рейтинге PWI 500 в 2014[16]
- National Wrestling Alliance
  - Чемпион мира NWA в тяжёлом весе (2 раза)[17][18]
- New Japan Pro-Wrestling
  - Командный чемпион IWGP (1 раз) — с Дагом Уильямсом[19][20]
- North American Wrestling Allegiance
  - Чемпион Техаса NAWA (1 раз)[21]
- Pro Wrestling Noah
  - Командный чемпион GHC (1 раз) — с Самоа Джо[22][23]
- Ring Ka King
  - Чемпион мира RKK в тяжёлом весе (1 раз)[24][25]
  - Кубок мира Ring Ka King (2012) — со Скоттом Штайнером, Абиссом, Смертоносной Дандой и Сонджеем Даттом[26]
- Total Nonstop Action Wrestling
  - Чемпион мира TNA в тяжёлом весе (1 раз)[27][28]
  - Командный чемпион мира TNA (2 раза) — с Дагом Уильямсом (1) и Самоа Джо (1)[29][30][31]
  - Feast or Fired (2015 — контракт на титул командного чемпиона)1[32][33]
  - Global Impact Tournament (2015) — с Team International (Великий Санада, Дрю Голлуэй, Тигре Уно, Брэм, Рокзвезда Спад, Хоя, Сонжей Датт и Анджелина Лав)[34]
  - TNA World Tag Team Championship No. 1 Contenders Tournament (2010) — с Десмондом Вулфом[35]
  - TNA World Heavyweight Championship Tournament (2013)[36][37]
  - Wild Card Tournament (2011) — с Самоа Джо[38][39]
  - Xplosion Championship Challenge (2011)[40][41]

### Luchas de Apuestas
| Победитель              | Проигравший       | Место              | Шоу                       | Дата            | Прим.  |
| ----------------------- | ----------------- | ------------------ | ------------------------- | --------------- | ------ |
| Тревор Мердок (карьера) | Ник Алдис (титул) | Сент-Луис, Миссури | NWA 73rd Anniversary Show | 29 августа 2021 | [ 42 ] |